# Jean-Marie Girault
Jean-Marie Girault (* 9. Februar 1926 in Pont-l’Évêque; † 1. Mai 2016 in Caen) war ein französischer Politiker (UDF) sowie Bürgermeister von Caen.

## Biographie
Girault studierte an der Rechtsfakultät der Universität Caen. Dort legte er sein Diplom in privatem und öffentlichem Recht ab. Im Juli 1944 engagierte er sich im Notfallteam des Französischen Roten Kreuzes für die Verletzten der Bombardierung.
Von Dezember 1947 bis 1998 war er Rechtsanwalt am Berufungsgericht von Caen.
1959 wurde er Mitglied des Stadtrats von Caen. Nach dem Tod des bisherigen Bürgermeisters Jean-Marie Louvel wurde er 1970 dessen Nachfolger. 2001 wurde Brigitte Le Brethon seine Nachfolgerin. Er war Ehrenbürger von Würzburg, der Partnerstadt Caens.
Von 1971 bis 1998 war Girault Mitglied des französischen Senats.